# Leon Jensz

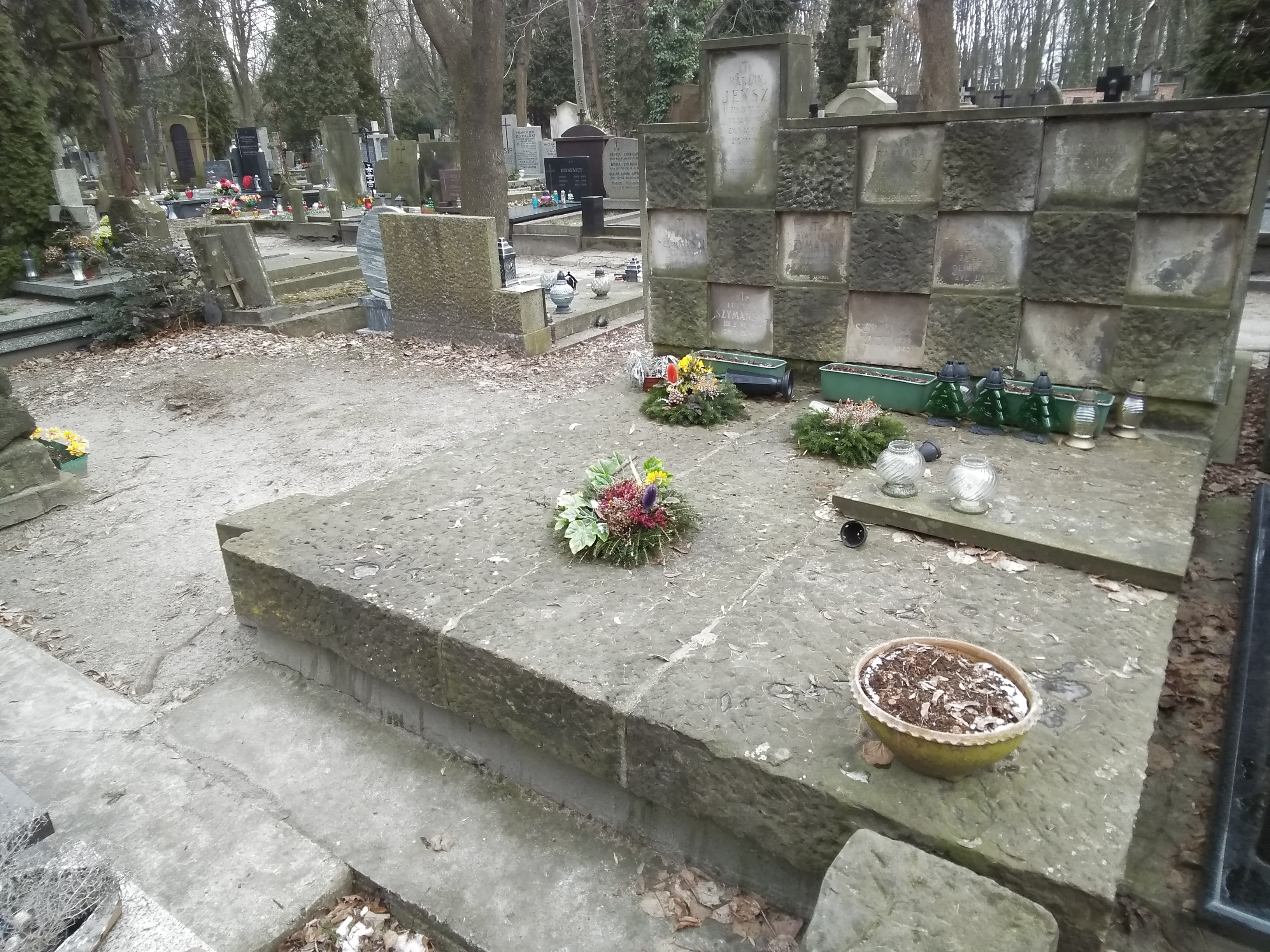
Grób olimpijczyka Leona Jensza na cmentarzu Powązkowskim

Leon Jensz (ur. 15 czerwca 1915 w Chabarowsku, zm. 16 maja 1992 w Warszawie) – polski żeglarz, olimpijczyk z Berlina 1936.

## Życiorys
Urodził się 15 czerwca 1915 w Chabarowsku jako syn Aleksandra i Marii Piskun. Szkołę średnią ukończył w Warszawie. W latach 1938–1939 odbywał służbę wojskową w szkole podchorążych kawalerii w Grudziądzu. W 1933 zaczął uprawiać żeglarstwo w Yacht Klubie Polski Warszawa. W następnym roku był zaliczany do najlepszych żeglarzy klasy V. W 1936 zakwalifikował się do reprezentacji olimpijskiej razem z Jerzym Dzięciołem.
Brał udział w igrzyskach olimpijskich w 1936 startując w klasie O-Jolle, w której ostatecznie zajął 18. miejsce. Wystartował w pierwszych 5 wyścigach zajmując miejsca: 18, 3, 18, 13 i 19 . W 1938 na mistrzostwach Polski zajął 6. miejsce w olimpijskiej klasie jednoosobowej, a w 1939 7. miejsce.

### Okres okupacji i dalsze losy
W czasie okupacji hitlerowskiej przebywał w Warszawie. Włączył się w działalność konspiracyjną. Wiosną 1940 z Mieczysławem Boczarem i Zbigniewem Szymańskim przystąpił pod kierunkiem Józefa Sieradzkiego do budowy płaskodennych łodzi Pionier o 10 metrach kwadratowych żagla do celów szkoleniowych. Był wykładowcą kursów żeglarskich organizowanych od 1941 przez Henryka Fronczaka. W 1943 odniósł zwycięstwo w konspiracyjnych zawodach na Wiśle.
W czasie okupacji czynny uczestnik konspiracji. Uczestnik powstania warszawskiego. Po wojnie kontynuował karierę sportową w warszawskich klubach Stal i Start oraz działalność szkoleniowo-organizacyjną w żeglarstwie. W 1948 został niesłusznie oskarżony o szpiegostwo, aresztowany przez UB i osadzony w więzieniu na Rakowieckiej. W końcu grudnia w 1949 został zwolniony z więzienia. W latach pięćdziesiątych był w pierwszej 10 polskich regatowców w klasie Finn. W 1965 udziałem w międzynarodowych regatach o Złoty Puchar Finn rozegranych w Gdyni zakończył karierę żeglarską. W 1983 został członkiem honorowym PZŻ. Był również honorowym członkiem Yacht Klubu Polski Warszawa. Pochowany został w grobowcu rodzinnym na cmentarzu Powązkowskim, kwatera 231 rząd 2, miejsce 19-20.